# خضراوات الكرنب
خضروات الكرنب هي أصناف مستنبتة  متنوعة ذات أوراق فضفاضة من مجموعة ملفوف اللخنة (Brassica oleracea) (مجموعة الكرنب) (Acephala Group)، وهي نفس الأنواع بالنسبة للملفوف والقرنبيط الأسود . وتتم زراعة هذا النبات لما يتميز به من أوراق كبيرة داكنة اللون، الصالحة للأكل وكنبات للزينة في الحدائق، في المقام الأول في البرازيل، والبرتغال، وجنوب الولايات المتحدة، وفي أجزاء كبيرة من أفريقيا، وجمهورية الجبل الأسود، البوسنة والهرسك، وجنوب كرواتيا، وشمال إسبانيا والهند. كما يتم تصنيف هذه الأنواع ضمن نفس مجموعة الأصناف المستنبتة (cultivar group) مثل الكرنب اللارؤيسي وخضروات الربيع (spring greens)، المشابهة لها من الناحية الوراثية. اسم «كولارد» (كرنب) هو الشكل المحرف لكلمة «كولورت» (نبات الملفوف).
كما تتم تسمية هذا النبات كوف في البرازيل، أو زهرة كوف أو «كوف بورتوغيزا» (من بين عدة أسماء أخرى) في البرتغال، كوفي أو كوبي في الرأس الأخضر، وبيرزا في البلدان الناطقةبالإسبانية، ورستيكا في البوسنة والهرسك وكرواتيا، والرستن في جمهورية الجبل الأسود وصربيا. ويُطلق عليه في كشمير اسم هاك. وفي الكونغو، وتنزانيا وكينيا (شرق إفريقيا)، يُطلق عليه اسم سوكوما ويكي (sukuma wiki).

## الوصف
يشير اسم مجموعة الصنف المستنبت أسيبالا («من دون رأس» في اليونانية (Greek)) إلى أن تنوع الكرنب الزيتي ليس لديه قلب الأوراق المألوف المتماسك («الرأس») كما في نبات الملفوف. ويعيش هذا النبات لمدة سنتين (biennial) أينما وجد صقيع فصل الشتاء، ويعتبر معمر (Perennial) في المناطق الأكثر برودة. كما أنه متوسط الحساسية بالنسبة للملوحة. ويتميز بساق منتصبة، قد يصل طولها إلى قدمين. وهذا النبات شبيه بالكرنب اللارؤيسي (kale). تشمل الأصناف المستنبة المألوفة من الكرنب كل من كرنب «جنوب جورجيا»، و«رأس موريس»، و«كرنب الزبدة» أو كوف مانتيغا، وكوف ترونشودا.

## الزراعة والتخزين
تتم زراعة النبات تجاريًا لما يتميز به من أوراق سميكة صالحة للأكل وطعمها مر قليلاً. وهي متوفرة على مدار العام، ولكنها ألذ طعمًا وأكثر إفادة من الناحية الغذائية في الشهور الباردة، بعد الصقيع الأول. وللحصول على أفضل مادة، ينبغي قطف الأوراق قبل أن تصل إلى حجمها الأكبر، التي تكون فيها الأوراق أكثر سمكًا ومن ثم ينبغي طبخها بشكل مختلف عن الأوراق الجديدة. كما لا يؤثر عمر هذا النبات على نكهته. تعتمد النكهة والملمس أيضًا على الأصناف المستنبتة؛ كما يحظى كوف منتيغا وكوف ترونشودا بتقدير خاص في البرازيل والبرتغال.
يمكن تخزين أوراق الكرنب الطازجة لمدة تصل إلى عشرة أيام في حال وضعها في درجة حرارة فوق التجميد بدرجة واحدة (1 م) بنسبة رطوبة (أكبر من 95٪). ويمكن تخزين أوراق الكرنب الطازجة لثلاثة أيام تقريبًا في الثلاجات المنزلية. وبمجرد طبخها، يصبح من الممكن تخزينها لمدة أطول.

## المعلومات الغذائية
يعتبر الكرنب من الأطعمة الصحية على نطاق واسع، فالكرنب من المصادر الجيدة لفيتامين سي والألياف القابلة للذوبان، كما يحتوي على عناصر غذائية متعددة ذات خصائص قوية مضادة للسرطان، مثل الديندوليلميثان (diindolylmethane) والأفرة (sulforaphane). ويحتوي ما يقرب من ربع رطل (حوالي 100 جرام) من الكرنب المطبوخ على 46 سعرة حرارية.
وقد اكتشف الباحثون في جامعة كاليفورنيا في بيركلي مؤخرًا أن 3,3 من الديندوليلميثان في خضروات الكرنب مثل الكرنب تعتبر معدلاً قويًا لنظام الاستجابة المناعية الفطرية بفاعلية قوية مضادة للفيروسات، والجراثيم، والسرطان.

## استخدامات الطهي
كان يتم أكل خضروات الكرنب منذ 2000 عام على الأقل، ويدعم ذلك وجود أدلة تبين أن القدماء الإغريقيين قاموا بزراعة عدة أشكال من الكرنب والكرنب اللارؤيسي.

### جنوب الولايات المتحدة
يعد الكرنب من الخضروات الأساسية بالنسبة مطبخ جنوب الولايات المتحدة. ويتم طهيه في كثير من الأحيان مع غيره من الخضروات ذات الأوراق الخضراء المماثلة، مثل الكرنب، وخضروات اللفت (turnip)، والسبانخ (spinach)، والخردل (mustard) في «الخضروات المختلطة». وغالبًا ما يتم تناوله على مدار العام في الجنوب. يمكن أن تتكون التوابل النموذجية عند طبخ الكرنب من المدخن (smoked) واللحوم المملحة (لحم عرقوب الخنزير (ham hocks)، أو أفخاذ الديك الرومي المدخنة، أو لحم عظم رقبة الخنزير، أو شحم الظهر (fatback)، أو اللحوم الدهنية الأخرى)، مكعبات البصل (onions)، وخل (vinegar)، وملح (salt)، وأسود (black)، أو الأبيض، أو فلفل أحمر مطحون. وعادة ما يتم أكل الكرنب في أول يوم من السنة الجديدة، بجانب اللوبيا أو البازلاء (field peas) وخبز الذرة (cornbread)، لضمان الثراء في العام القادم، حيث تمثل الأوراق مالاً سائلاً. كما يُستخدم خبز الذرة لامتصاص «المرق» (pot liquor)، أي مرق الكرنب الغني بالمغذيات. ويمكن أيضًا أن يتم تقطيع خضروات الكرنب إلى شرائح رقيقة وتخميرها لعمل الكرنب كروت (collard kraut)، والتي غالبًا ما يتم طهيها مع الفطائر (dumplings).

### البرازيل والبرتغال

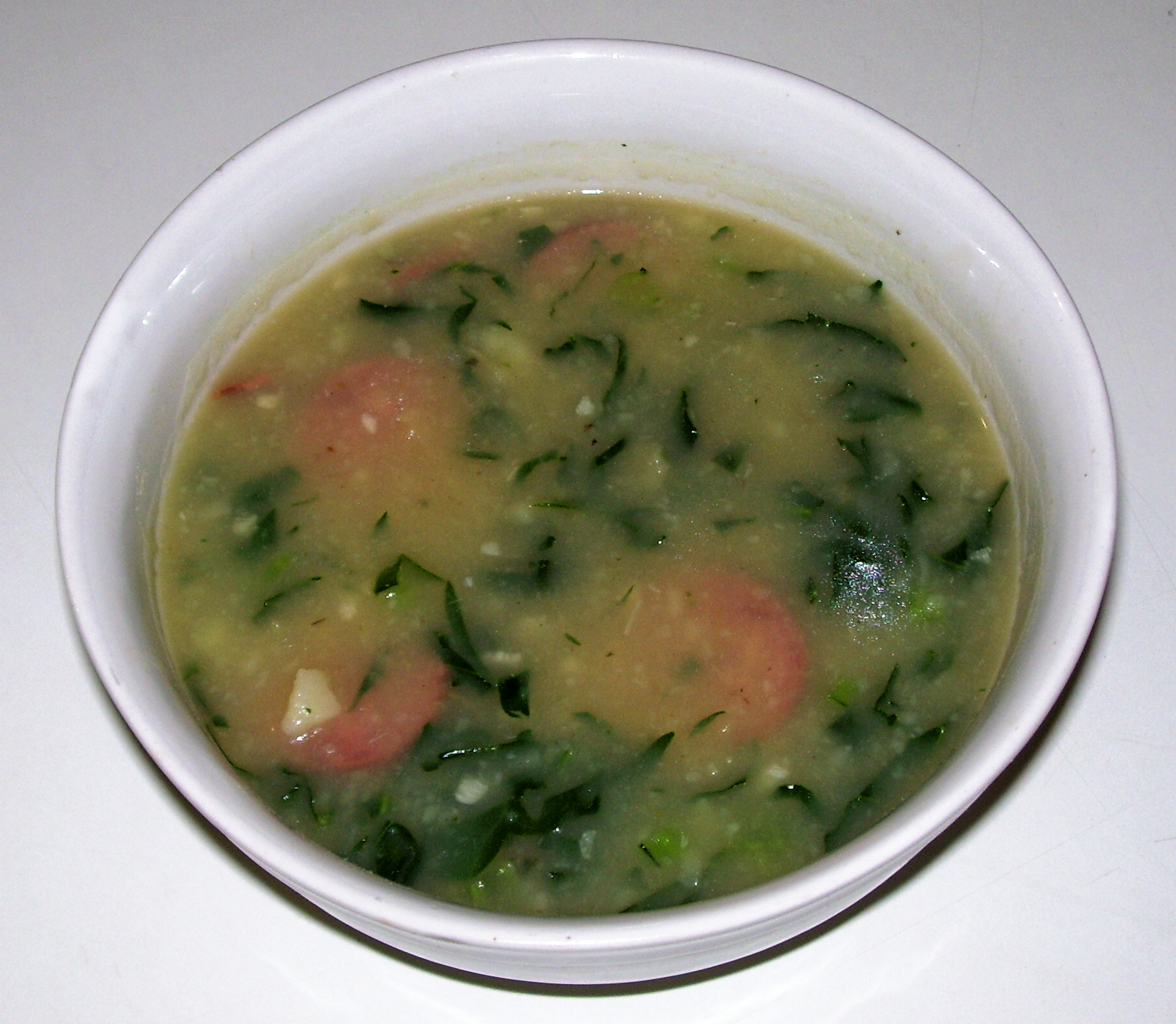
شوربة كلدو فردي عبارة عن حساء برتغالي شعبي من خضروات الكرنب.

في البرتغالية والمأكولات البرازيلية، تعتبر خضروات الكرنب (أو الكوف) من المصاحبات الشائعة لأطباق الأسماك واللحوم. فهي طبق جانبي نموذجي بالنسة لـ فيوجوادا (feijoada)، وهو حساء شعبي من لحم الخنزير والفاصوليا.
كما أن شرائح خضروات الكرنب الرقيقة مكون رئيسي للحساء الشعبي البرتغالي، كالدو فيردي (caldo verde) (المرق الأخضر). يتم تقطيع الأوراق إلى شرائح بعرض 2 أو 3 مم (يقوم بذلك البقال في بعض الأحيان أو بائع في السوق، بواسطة قاطعة (cranked) يدويًا)، وسوتيه (sautéed) مع الزيت أو الزبدة، بنكهة الثوم (garlic)، البصل (onion)، والملح.

### إقليم كشمير
الكرنب أحد الخضروات الشهيرة جدا في كشمير. فخضروات الكرنب دائمًا ما تجد مكانًا لها في كل وجبات البيوت الكشميرية تقريبًا. ويتم تناول كلاً من الأوراق والجذور. ويتم حصاد الأوراق في مهدها بقطفها في أوائل الربيع، عندما تنبت البراعم النائمة وتبرز أوراقها. يتم أيضا اقتلاع الشتلات التي بلغت من 35 إلى 40 يومًا، وكذلك النباتات الناضجة بجذورها من الأحواض المزروعة بكثافة. وعندما ينبت الجذع أوراقًا بديلة في تتابع سريع خلال الموسم الإضافي، يتم حصاد الأوراق القديمة بشكل دوري. قبل موسم الخريف، يتم إزالة الجزء القمي من الجذع بالإضافة إلى الأوراق المجعدة. يُطلق عليها هناك اسم هاك.
ويمكن طهي الأوراق والجذور سويًا أو منفصلين. ويعد هاك روس من الأطباق الشائعة هناك، وهو عبارة عن حساء من أوراق الكرنب يتم طهيه في الماء، والملح، والزيت، وعادة ما يتم تناوله مع الأرز. كما يتم طهي الأوراق مع اللحم، أو السمك، أو الجبن. وفي فصل الشتاء، يتم تخمير أوراق الكرنب وجذوره لعمل مخلل شعبي جدًا يُطلق عليه اسم هاك أي أنشار.